# Lessing Julius Rosenwald

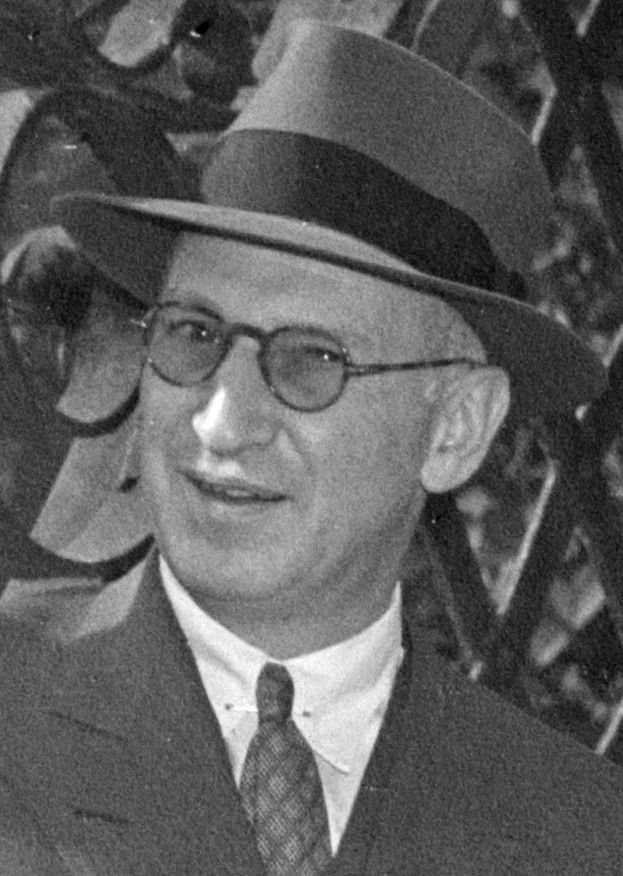
Lessing Julius Rosenwald

Lessing Julius Rosenwald gekürzt Lessing J. Rosenwald (* 10. Februar 1891 in Chicago; † 24. Juni 1979) war ein US-amerikanischer Geschäftsmann, ein Sammler von seltenen Büchern und Kunst und ein Mäzen.

## Leben
Er war der Sohn von Julius Rosenwald, einem Tuchmacher. Dieser wurde Teil-Eigentümer und war Präsident des Versandhauses Sears, Roebuck and Company von 1908 bis 1923 und Vorsitzender von 1923 bis 1932. Von 1909 bis 1911 besuchte er die Cornell University, Ithaca, N.Y. Er hatte im Jahr 1911 als Speditionskaufmann begonnen und durchlief sämtliche Stationen der Firma in Chicago. 1913 heiratete er Edith Goodkind.
1919 betrug der Umsatz in Chicago fast 239 Millionen US-Dollar (ca. 3.010.000.000 US-Dollar in 2010), und war damit erheblich höher als im Vorjahr. Rosenwald stimmte dem Bau einer neuen Sears Niederlassung in Philadelphia zu und übertrug seinem Sohn Lessing die Leitung der Filiale. Er fand ein Haus in Jenkintown, Pennsylvanien, das er abreißen und neu aufbauen ließ.
1947 wurde er zum Mitglied der American Philosophical Society gewählt.

## Riesen-Bibel von Mainz
Mitte der 1920er Jahre baute er eine professionelle Beziehung mit dem bekannten Buchantiquar und Händler seltener Bücher Abraham Simon Wolf Rosenbach aus Philadelphia auf. Rosenwald nannte Rosenbach „der Pate von meiner Sammlung ... wurde seit 30 Jahren als Mentor gehandelt ... und Super Verkäufer“.

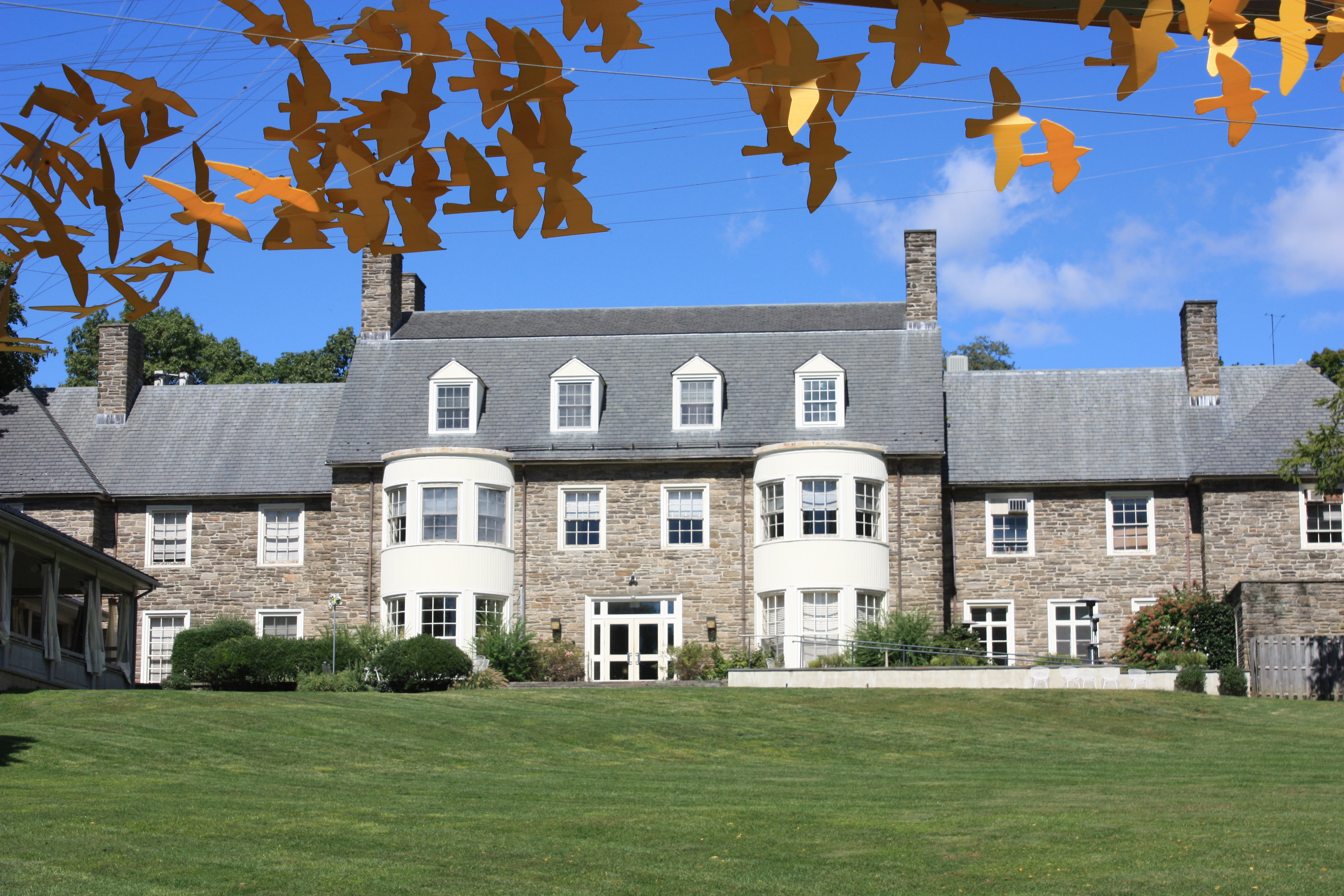
Alverthorpe Manor, heute Abington Art Center

Nach dem Tod seines Vaters im Jahre 1932 wurde Lessing Vorsitzender des Vorstandes bei Sears. Im Jahre 1939 im Alter von 48 Jahren zog er sich von Sears zurück, um sich ausschließlich seiner Kunstsammlung zu widmen. 1928 hatte er ein Landgut in Jenkintown gekauft, das er Alverthorpe Manor nannte. Später, als er seine Sammlung von Büchern und Drucken erweiterte, fügte er dem Haus einen neuen Flügel an, der in Luftfeuchtigkeit und Raumtemperatur seiner Sammlung angepasst war.
Es gibt mehr als 2.600 seltene Bücher in der Rosenwald Collection in der Library of Congress, die offen für Wissenschaftler und Historiker sind, laut Daniel DeSimone, der Kurator der Sammlung. „Der rote Faden dieses unschätzbare Sammlung ist die Geschichte der Buchillustration“ sagte DeSimone kürzlich in einem Interview.
Die graphische Sammlung von Rosenwald zählt 24.000 Stücke, darunter wichtige Holzschnitte und Kupferstiche von Dürer, Rembrandt, Whistler und Cassatt.
Im Jahr 1943 versprach er, seine Sammlungen dem Library of Congress und der National Gallery of Art zu spenden. Bereits 1952 schenkte er dem Congress die Mainzer Riesenbibel.
Er war auch ein begeisterter Schach-Enthusiast und spendete Geld, um das Schach zu unterstützen. Er unterstützte die US-Meisterschaft in den 1950er Jahren.
Im Jahr 1969 schenkte Rosenwald sein Haus Alverthorpe der Abington Township. Er wohnte danach mit seiner Frau in The Meadows, einem kleineren Haus auf dem Gelände. Er behielt aber den Flügel mit der Galerie in seinen Händen für Führungen und Ausstellungen. Das Anwesen beherbergt heute das Abington Art Center.

## Politische Aktivitäten
Rosenwald war Unterstützer des America First Committee, das vor allem die amerikanische Neutralität im Zweiten Weltkrieg befürwortete, bevor der Angriff auf Pearl Harbor geschah. Sein Freund und Nachfolger bei Sears-Roebuck war Robert Elkin Wood (1879–1969). Ab 1943 war Rosenwald Präsident des »American Council for Judaism« bis 1955, danach blieb er Vorsitzender im Vorstand. Während dieser Zeit war Rosenwald bei Rettungsmaßnahmen der verfolgten europäischen Juden aktiv.

## Bekanntheit
Episoden aus seinem Leben werden in dem Roman The Camel Club von David Baldacci geschildert.